# Теодорович Станіслав
Станіслав Теодорович (пол. Stanisław Teodorowicz; 11 липня 1866, с. Корнів, зараз Городенківський район, Івано-Франківська область — 14 листопада 1923, м. Львів) — вірменин, громадський діяч, керівник (комісар) Тимчасової управи Станиславова (нині Івано-Франківськ).

## Біографія
Станіслав Теодорович народився 11 липня 1866 року в селі Корнів, Городенківського повіту Коломиського адміністративного округу в багатодітній сім'ї (8 дітей). Батьки: Теодор Теодорович (1831, Солка — 16.05.1880, Підвисоке, тепер Снятинський район Івано-Франківської обл.) і Меланія Емілія Антоніна Аслан (1846, Товтри — 10.05.1919, Львів; похована в Станиславові). 18 липня Станіслава було охрещено в костелі в сусідній Чернелиці.
Станіслав Теодорович закінчив Станиславівську гімназію. На час 1892 року перебував на стажуванні у Львівському крайовому управлінні. 19 березня 1892 року в с. Бояри Дрогобицького повіту одружився із Євгенією Фірлей, дочкою Фелікса Фірлея та Марціанни Руцької. Від цього шлюбу мав сина Владислава (8 лютого 1893, Львів; хрещений 4 березня 1893 у Львові — 1916, Луцьк) та дві дочки (?, 1897—1975; Анна , 18.12.1900 — 7.07.1927). На час 1902 року Станіслав Теодорович із сім'єю мешкав у Львові за адресою вул. Міцкевича, 24.
Протягом 1921—1923 років Станіслав Теодорович був керівником (комісаром) Тимчасової управи міста Станиславова. 
Помер 15 листопада 1923 року у львівському шпиталі Червоного Хреста, на другий день після операції (про це повідомила газета «Кур'єр Станиславівський»). На що хворів Теодорович — не повідомлялось. 17 листопада був похований на Личаківському кладовищі у Львові.
Отримавши звістку про смерть Станіслава Теодоровича, його заступник Володимир Домбровський наказав вивісити на ратуші траурні прапори. До Львова вирушила делегація Станиславівської управи, яка поклала на могилу покійного вінок від міста.